# Cantone di Excideuil
Il Cantone di Excideuil era una divisione amministrativa dell'arrondissement di Périgueux.
A seguito della riforma approvata, con decreto del 21 febbraio 2014, che ha avuto attuazione dopo le elezioni dipartimentali del 2015, è stato soppresso.

## Composizione
Comprendeva i comuni di:
- Anlhiac
- Clermont-d'Excideuil
- Excideuil
- Génis
- Preyssac-d'Excideuil
- Sainte-Trie
- Saint-Germain-des-Prés
- Saint-Jory-las-Bloux
- Saint-Martial-d'Albarède
- Saint-Médard-d'Excideuil
- Saint-Mesmin
- Saint-Pantaly-d'Excideuil
- Saint-Raphaël
- Salagnac